# Т.128
T.128 — танкодесантне судно Імперського флоту Японії, яке взяло участь у Другій світовій війні.
Корабель спорудили у 1944 році на верфі Kawanami Kogyo в Урасакі. Він відносився до типу T.101 та був розрахований на різні варіанти завантаження, як то: 13 танків Тип 95 Ha-Go / 9 танків Тип 97 Chi-Ha / 7 танків Тип 2 Ka-Mi / 5 танків Тип 3 Ka-Chi / 320 військовослужбовців та 26 тон вантажу / 250 тон вантажу.
28 квітня 1944-го Т.128 вийшов з Токіо в конвої «Хігасі-Мацу № 7» (Higashi-Matsu No. 7), який був частиною масштабної конвойної операції з підсилення гарнізонів Маріанських та Каролінських островів, які тепер розглядались як головний захисний бар’єр Імперії. Різні підрозділи конвою мали різні пункти призначення, зокрема, Т.128 прямував на Палау у західній частині Каролінських островів. 12 травня конвой досягнув Палау, при цьому на вході до якірної стоянки Т.128 отримав певін пошкодження на мінному загородженні. 
2 червня 1944-го Т.128 у супроводі тральщика W-22 вийшов з Палау у рейс до острова Хальмахера (Молуккські острови у північно-східній частині Нідерландської Ост-Індії. 4 червня за понад шість сотень кілометрів на південний захід від Палау та лише за дві сотні кілометрів на північний схід від острова Моротай японські кораблі атакували американські бомбардувальники B-24, яким вдалось потопити Т.128. Бій відбувався в умовах шторму, так що W-22, який сам не отримав пошкоджень, під час ухилення від нападу втратив контакт із підзахисним судном. В подальшому W-22 безуспішно намагався віднайти Т.128, після чого попрямував до Хальмахера, сподіваючись, що транспорт прямує до пункту призначення самостійно.